# Raimondo Ruggero II di Pallars Sobirà
Raimondo Ruggero II di Pallars Sobirà (in spagnolo Ramòn Rogelio, in catalano Ramon Roger, in francese Raymond; Roger; 1300 circa – 1350 circa) barone di Mataplana dal 1328  e Conte di Pallars Sobirà dal 1343 alla sua morte.

## Origine
Raimondo Ruggero, secondo Sort y comarca Noguera-Pallaresa, era il figlio secondogenito del barone di Mataplana, Ugo di Mataplana e della Contessa di Pallars Sobirà, Sibilla I, che ancora secondo Sort y comarca Noguera-Pallaresa, era la figlia del Conte di Pallars Sobirà, Arnaldo Ruggero I e di Lucrezia Lascaris, figlia del conte di Tenda, Guglielmo Pietro I di Ventimiglia e della principessa bizantina Eudossia Lascaris.

Ugo di Mataplana, sempre secondo Sort y comarca Noguera-Pallaresa, era figlio di Raimondo d'Urtx, barone di Mataplana e di Esclarmunda de Conat.

## Biografia
Nel 1327, sua madre, Sibilla, fece testamento, disponendo che il figlio, Arnaldo Ruggero, le sarebbe succeduto, e disponendo una legittima per tutti gli altri figli.

Sua madre, Sibilla, morì poco dopo e fu sepolta come da sua volontà nel convento dei Predicatori di Barcellona, come da lei indicato nel suo testamento.
Suo padre, che era stato associato al governo della contea come Ugo I di Pallars Sobirà, morì poco dopo la moglie, nel 1328.

Suo fratello, Arnaldo Ruggero, succedette ai genitori nel titolo di Conte di Pallars Sobirà, mentre Raimondo Ruggero ereditò la baronia di Mataplana ed altri territori.
Suo fratello, Arnaldo Ruggero II, nel 1343, fece testamento, dove, in mancanza di discendenti, nominò suo eredeRaimondo Ruggero; Arnaldo Ruggero II morì nel 1343 circa, senza discendenza e, Raimondo Ruggero, barone di Mataplana, gli succedette, come Raimondo Ruggero II.

Anche lo storico catalano, Pròsper de Bofarull nella cronaca di Pietro IV il Cerimonioso riporta che, nel 1343, Pietro IV d'Aragona confermò Raimondo Ruggero Conte di Pallars Sobirà e barone di Cervelló, rifiutando di nominare conte di Pallars, Giacomo I di Urgell, che richiedeva la contea a nome della moglie, Cecilia de Comminges.
Pietro IV il Cerimonioso, a seguito di un processo, nel 1343, aveva condannato per tradimento il cugino e cognato, Giacomo III detto il Temerario, con la confisca di tutti i beni che erano rivendicati dalla corona d'Aragona e, il 23 marzo 1343, si era proclamato re di Maiorca e conte di Rossiglione e di Cerdagna. Al rifiuto di Giacomo III di ottemperare alle disposizioni del tribunale, Pietro IV aveva occupato il regno di Maiorca. 

Raimondo Ruggero, in quel periodo era diventato uno dei consiglieri di Pietro IV e prese parte, ancora nel 1343, alla guerra contro Giacomo III nelle contee catalane e nel Rossiglione, continuò a combattere contro Giacomo III, e il 25 ottobre 1349, prese parte alla battaglia di Llucmajor, dove Giacomo III perse la vita.
Raimondo Ruggero sostenne sempre la casa reale in tutti i conflitti interni ed esterni.
Verso il 1350, Raimondo Ruggero fece testamento, designando suo successore nella contea di Pallars, il figlio primogenito, Ugo Ruggero, che dopo la sua morte gli succedette, mentre la baronia di Mataplana andò al secondogenito, Raimondo.

## Matrimoni e discendenza
Secondo Sort y comarca Noguera-Pallaresa, Raimondo Ruggero aveva sposato, Sibilla di Berga.

Raimondo Ruggero, ancora secondo Sort y comarca Noguera-Pallaresa, da Sibilla ebbe cinque figli:
- Ugo Ruggero († 1366 circa), Conte di Pallars Sobirà[14];
- Raimondo, barone di Mataplana, che si sposò con una della famiglia Anglesola[14];
- Arnoldo, che si sposò con Beatriz de Requeséns[14];
- Artaldo, che si sposò con una della famiglia Erill[14];
- Eleonora.